# SummerSlam (2021)
SummerSlam (2021) — тридцать четвёртое по счёту шоу SummerSlam, PPV-шоу производства американского рестлинг-промоушна WWE. Шоу прошло 21 авгутса 2021 года на арене «Алагиант-стэдиум» в пригороде Лас-Вегаса — Парадайс, Невада, США. Это первое шоу SummerSlam, состоявшийся на стадионе после события 1992 года. Кроме того, это было первое мероприятие WWE, которое транслировалось в кинотеатрах США в дополнение к другим вещательным каналам. В связи с тем, что апрельская WrestleMania 37 была проведена с меньшей вместимостью из-за пандемии COVID-19, SummerSlam рекламировался как «крупнейшее событие WWE 2021 года». На шоу присутствовало 51 326 зрителей, что стало вторым по величине за всю историю мероприятия и самым кассовым SummerSlam за все время.
В главном событии Роман Рейнс победил Джона Сину и сохранил титул чемпиона Вселенной WWE.

## Результаты
| №                                                                                       | Результаты                                                                                     | Условия                                                                                  | Время |
| --------------------------------------------------------------------------------------- | ---------------------------------------------------------------------------------------------- | ---------------------------------------------------------------------------------------- | ----- |
| 1P                                                                                      | Биг И победил Барона Корбина                                                                   | Одиночный матч                                                                           | 6:35  |
| 2                                                                                       | RK-Bro (Рэнди Ортон и Риддл) победили Эй Джей Стайлза и Омоса (c)                              | Командный матч за командное чемпионство WWE Raw                                          | 7:05  |
| 3                                                                                       | Алекса Блисс победила Еву Мари (с Дудроп)                                                      | Одиночный матч                                                                           | 3:50  |
| 4                                                                                       | Дамиан Прист победил Шимуса (с)                                                                | Одиночный матч за титул чемпиона Соединённых Штатов WWE                                  | 13:50 |
| 5                                                                                       | «Братья Усо» (Джей Усо и Джимми Усо) (c) победили «Мистерио» (Рей Мистерио и Доминик Мистерио) | Командный матч за командное чемпионство WWE SmackDown                                    | 10:50 |
| 6                                                                                       | Бекки Линч победила Бьянку Белэр (c)                                                           | Одиночный матч за титул чемпиона WWE SmackDown среди женщин                              | 0:27  |
| 7                                                                                       | Дрю Макинтайр победил Джиндера Махала                                                          | Одиночный матч. Виру и Шанки запрещено находиться у ринга                                | 4:40  |
| 8                                                                                       | Шарлотт Флэр победила Никки П.С.Г. (с) и Рею Рипли                                             | Матч «Тройная угроза» за титул чемпиона WWE Raw среди женщин                             | 13:05 |
| 9                                                                                       | Эдж победил Сета Роллинса                                                                      | Одиночный матч                                                                           | 21:15 |
| 10                                                                                      | Бобби Лэшли (c) (вместе с MVP) победил Голдберга по решению судьи                              | Одиночный матч за титул чемпиона WWE                                                     | 7:10  |
| 11                                                                                      | Роман Рейнс (c) (с Полом Хейманом) победил Джона Сину                                          | Одиночный матч за титул чемпиона Вселенной WWE Если бы Рейнс проиграл, он бы покинул WWE | 22:57 |
| - (ч) – чемпион на начало матча - P – указывает, что матч прошёл на предварительном шоу |                                                                                                |                                                                                          |       |